# Оперативная группа «Нарев» (Польша)

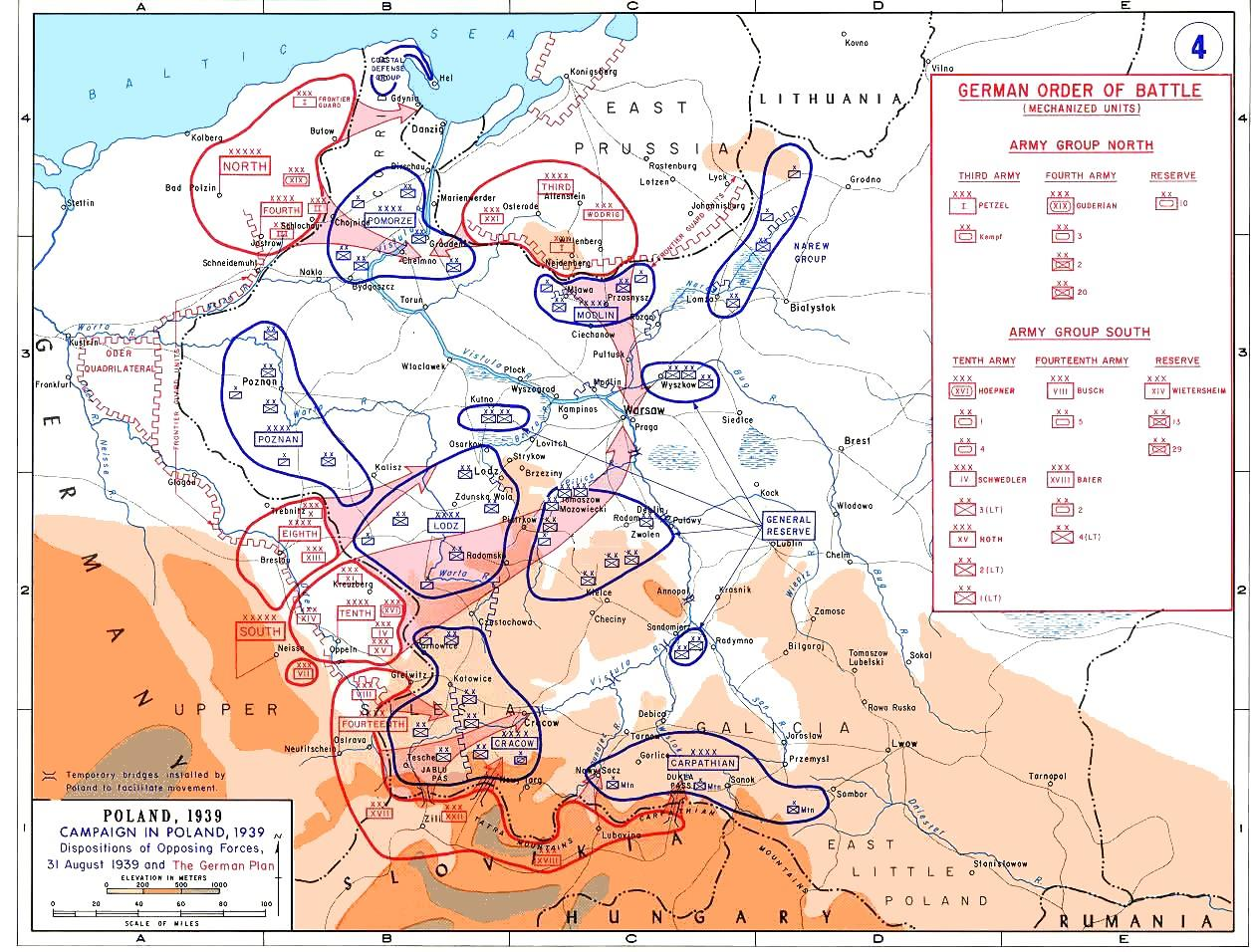
Расстановка польских и германских сил на момент начала Второй мировой войны

Отдельная оперативная группа «Нарев» (пол. Samodzielna Grupa Operacyjna «Narew») — оперативное соединение Войска Польского, сформированное весной 1939 года и участвовавшее в обороне Польши в начале Второй мировой войны.

## История создания
15 марта 1939 года части Вермахта вошли в Прагу, а 23 марта заняли литовский порт Клайпеду. Двумя днями ранее в Берлине германский министр иностранных дел Иоахим фон Риббентроп потребовал от польского посла Йозефа Липски окончательного ответа по вопросу о Данциге и экстерриториальной автостраде.
В этих условиях 23 марта 1939 года началось скрытое мобилизационное развёртывание польских войск на основе мобилизационного плана «W» от апреля 1938 года. Одним из создаваемых соединений стала отдельная оперативная группа «Нарев», командующим которой был назначен бригадный генерал Чеслав Млот-Фиялковский.
В задачу оперативной группы входило прикрытие северо-восточного участка границы с Германией от восточного фланга армии «Модлин» до границы с Литвой с опорой на реки Нарев и Бебжа.

## Боевой состав
В состав отдельной оперативной группы «Нарев» входили следующие части и соединения:
- 18-я пехотная дивизия
- 33-я пехотная дивизия
- Подляская кавалерийская бригада
- Сувалкская кавалерийская бригада

## Боевой путь
6 сентября 1939 года оперативная группа «Нарев» была разгромлена, а 18-я пехотная дивизия — полностью уничтожена. Остатки группы отступили в Беловежскую Пущу, где впоследствии вошли в состав оперативной группы «Полесье».